# 安聯大樓

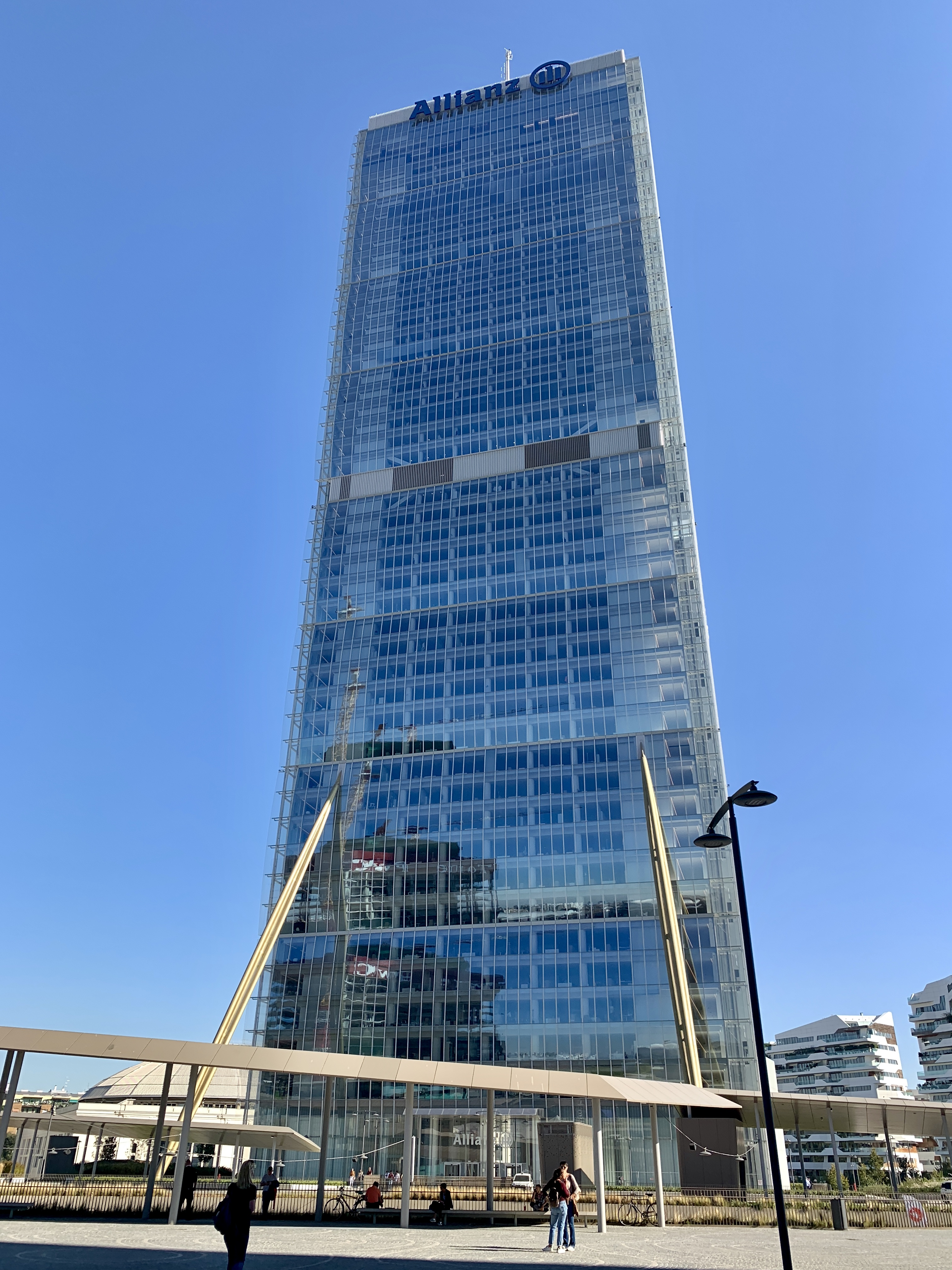
安聯大樓

安聯大樓（Torre Allianz，又稱為Torre Isozaki）是義大利的一座摩天大樓，位於義大利北部城市米蘭，是安聯在義大利分公司的總部。大樓建築高度209公尺，加上天線總高度242公尺，若計入天線高度為義大利第一高樓。安聯大樓由日本建築師磯崎新與義大利本土建築師安德里亞·馬費伊設計，2015年竣工。